# 2024年世界水泳選手権カーボベルデ選手団
2024年世界水泳選手権カーボベルデ選手団は、2024年2月2日から2月18日までカタールのドーハで開催された第21回世界水泳選手権のカーボベルデ選手団、およびその競技結果。

## 選手団
- 人員: 選手 2人

## 選手名簿・結果
| 選手           | 種目              | 予選      | 予選 | 準決勝   | 準決勝   | 決勝     | 決勝     |
| 選手           | 種目              | 結果      | 順位 | 結果     | 順位     | 結果     | 順位     |
| -------------- | ----------------- | --------- | ---- | -------- | -------- | -------- | -------- |
| トロイ・ピナ   | 男子50m自由形     | 26秒88    | 95位 | 予選敗退 | 予選敗退 | 予選敗退 | 予選敗退 |
| トロイ・ピナ   | 男子50mバタフライ | 28秒44    | 56位 | 予選敗退 | 予選敗退 | 予選敗退 | 予選敗退 |
| ラトロヤ・ピナ | 女子50m自由形     | 30秒61    | 87位 | 予選敗退 | 予選敗退 | 予選敗退 | 予選敗退 |
| ラトロヤ・ピナ | 女子100m平泳ぎ    | 1分25秒17 | 52位 | 予選敗退 | 予選敗退 | 予選敗退 | 予選敗退 |

出場した2人は兄弟である。